# Секретариат ЦК КПСС
Секретариат ЦК КПСС — коллективный руководящий рабочий орган ЦК КПСС. Секретари ЦК КПСС имели право присутствовать на заседаниях Политбюро ЦК КПСС с правом совещательного голоса.
Согласно Уставу КПСС, избирался пленумом Центрального Комитета КПСС для руководства текущей работой партии и ЦК.
При Секретариате работал аппарат ЦК с отраслевыми отделами, с помощью которого велась вся оперативная деятельность.

## История
28 февраля (13 марта) 1917 года секретарём Бюро ЦК РСДРП(б) была назначена Елена Дмитриевна Стасова, организационную работу стал вести Свердлов Яков Михайлович. Секретариат ЦК создавался как организационно-технический аппарат ЦК, его функции были определены на заседании Узкого состава ЦК РСДРП(б) 6 августа (19 августа) 1917. На этом же заседании Секретариат ЦК Российской социал-демократической рабочей партии (большевиков) был избран в составе:
- Дзержинский Феликс Эдмундович
- Иоффе Адольф Абрамович
- Муранов Матвей Константинович
- Свердлов Яков Михайлович
- Стасова Елена Дмитриевна

На пленуме РКП(б) состоявшемся после VII съезда РКП(б) 8 марта 1918 года был избран Секретариат ЦК в составе:
- председатель Свердлов Яков Михайлович
- секретарь Стасова Елена Дмитриевна

30 марта 1918 г. заведующей Секретариатом ЦК РКП(б) была утверждена Новгородцева Клавдия Тимофеевна.
Секретариат ЦК как чисто рабочий орган был создан по решению VIII съезда РКП(б) в марте 1919 года, в составе Секретариата ЦК были созданы отделы. В этом же году положение о Секретариате было закреплено в Уставе РКП(б). С 1919 в составе Секретариата была установлена должность Ответственного секретаря, с 1922 по 1934 — Генерального секретаря, в 1953—1966 — Первого секретаря, а с апреля 1966 вплоть до запрета партии в ноябре 1991 — вновь Генерального секретаря ЦК КПСС. 
После XIX съезда КПСС в октябре 1952 г. функции Секретариата были расширены в связи с ликвидацией Оргбюро ЦК ВКП(б). 
В июле 1988 года Пленум ЦК КПСС принял решение о перестройке партийного аппарата: было решено аппарат ЦК значительно сократить и ликвидировать в нём отраслевые отделы, сокращали и количество секретарей ЦК. В ноябре в ЦК КПСС были созданы постоянные комиссии, возглавляемые секретарями ЦК. Эта мера фактически привела к упразднению Секретариата, который больше не собирался на свои заседания, хотя и существовал формально до 1991 года.

## Практика работы
Какого-либо выработанного правила относительно иерархии в руководстве Секретариатом ЦК не существовало. В разные годы было по-разному, особенно в 50-е, когда Первым секретарём ЦК был Н. С. Хрущёв.
При Н. С. Хрущёве обязанности второго секретаря ЦК КПСС исполнял сначала А. И. Кириченко (с января 1958 г. и до его опалы в ноябре 1959 г.), затем, с мая 1960 г. — Ф. Р. Козлов. После инсульта у Ф. Р. Козлова в апреле 1963 г. его временно сменил М. А. Суслов, в июне того же года эти обязанности Н. С. Хрущёв возложил на Л. И. Брежнева.
Во времена Л. И. Брежнева в обкомах, горкомах, райкомах вторым секретарём был секретарь по промышленности, третьим секретарём — секретарь по идеологии, а на высшем уровне партийной иерархии (ЦК КПСС, ЦК компартий республик) существовал принцип, что секретарь по идеологии — это второй секретарь, за ним следует секретарь по промышленности (таким образом, он как бы являлся третьим секретарём). При Л. И. Брежневе ими соответственно были М. А. Суслов и А. П. Кириленко, который был также председателем Военно-промышленной комиссии при ЦК КПСС. При Л. И. Брежневе на заседаниях Секретариата ЦК или Политбюро ЦК в отсутствие Л. И. Брежнева (а отсутствовал он с 1974 года более чем часто) председательствовал, как правило, М. А. Суслов, а в случае и его отсутствия — А. П. Кириленко. По воспоминаниям будущего секретаря ЦК КПСС по идеологии А. Н. Яковлева, а тогда — одного из ответственных работников ЦК, в случае, если А. П. Кириленко на таких заседаниях давал какие-либо распоряжения, указания или приказы, возвратившийся затем М. А. Суслов предупреждал: «Не вздумайте выполнять распоряжения Кириленко!» (это А. Н. Яковлев рассказывал в одном из интервью, показанном на Центральном российском телевидении).
Бывший управляющий делами Совета министров СССР М. С. Смиртюков вспоминал в свою очередь: «Когда Брежнев уезжал, Суслов, который обычно вёл заседания Секретариата ЦК, начинал вести Политбюро. А Кириленко вёл заседания Секретариата. Причём держался как хозяин: снимал пиджак, разваливался в кресле».
Тот же А. Н. Яковлев указывал на то, что М. А. Суслов фактически единолично руководил работой Секретариата ЦК, а «когда Суслов был в отъезде, за него секретариаты вел Андрей Павлович Кириленко. Так Суслов, возвращаясь, первым делом отменял скопом все решения, принятые без него. Он был очень самостоятельным в принятии решений на секретариате».
Данная традиция: секретарь по идеологии — второй секретарь, появилась не при Л. И. Брежневе, а при И. В. Сталине после Великой Отечественной войны. Тогда считалось, что вторым человеком в Секретариате ВКП(б) является руководитель Оргбюро ЦК ВКП(б). После смерти 10 мая 1945 года секретаря ЦК по идеологии А. С. Щербакова его пост занял Г. М. Маленков. Он же председательствовал на заседаниях Оргбюро ЦК. Однако, 13 апреля 1946 года решением Политбюро ЦК ВКП(б) Г. М. Маленков сдал, а А. А. Жданов принял руководство идеологической сферой, а 4 мая 1946 года И. В. Сталин вывел Г. М. Маленкова из состава Секретариата ЦК. 2 августа 1946 года решением Политбюро А. А. Жданов стал председательствовать на заседаниях Оргбюро ЦК ВКП(б) и, таким образом, стал вторым человеком в Секретариате ЦК ВКП(б). С 1934 года Генерального секретаря ЦК не было и И. Сталин формально был одним из секретарей.

### Роли. Секретари по идеологии, по промышленности (и военно-промышленному комплексу) и другие.
На внеочередном Пленуме ЦК КПСС 11 марта 1985 года, посвященном избранию нового Генерального секретаря ЦК КПСС, выступивший с предложением избрать на этот пост М. С. Горбачёва А. А. Громыко, указал как на положительный момент в биографии М. С. Горбачёва, что тот «председательствовал не только на Секретариате ЦК, но из-за болезни Черненко и на заседаниях Политбюро».
О том, что фактическим вторым секретарём ЦК в эпоху К. У. Черненко был именно М. С. Горбачёв, говорит тот факт, что он был секретарём ЦК по идеологии («во время кратковременного правления Черненко неофициально являлся вторым лицом в партии и занимал пост секретаря ЦК КПСС по идеологии»). В то время, как Г. В. Романов был секретарем ЦК КПСС по военно-промышленному комплексу. Таким образом, повторялась схема брежневских времен: секретарь по идеологии — второй секретарь ЦК, секретарь по промышленности (и военно-промышленному комплексу) — третий секретарь.

## Структура секретариата
В Секретариат ЦК со времен И. Сталина стали входить не технические секретари, а ответственные партийные руководители, курировавшие определённые направления работы. В соответствии с направлениями работы секретари ЦК часто одновременно возглавляли те или иные отделы ЦК ВКП(б)-КПСС (являлись заведующими отделами) или, не возглавляя отдел, координировали работу нескольких отделов. Выделялись секретари, курировавшие только промышленность, сельское хозяйство, кадровую работу, военно-промышленный комплекс. В то же время один секретарь мог курировать культуру, науку, образование, СМИ.
С апреля 1979 по июнь 1983 года секретарь ЦК по военно-промышленному комплексу не назначался из-за давления со стороны министра обороны Дмитрия Устинова, который после конфликтов с предыдущим секретарем Яковом Рябовым вернул ВПК под свой фактический контроль. Только за полтора года до смерти Устинова состоялось официальное назначение секретаря по ВПК — им стал переведенный из Ленинграда Григорий Романов.

### Вторые секретари
Формально такой должности не существовало — вторым секретарём считался секретарь, руководивший работой Секретариата ЦК, замещавший Генерального (Первого) секретаря ЦК партии.
Вопрос об официальном учреждении должности второго секретаря ЦК КПСС был поднят в октябре 1964 года в ходе смещения Н. С. Хрущева с высших партийных и государственных постов. Судя по рабочей протокольной записи заседания Президиума ЦК КПСС 13 — 14 октября 1964 года, сделанной заведующим общим отделом ЦК В. Н. Малиным, А. Н. Косыгин внёс предложение «ввести пост 2 секретаря ЦК КПСС».
В ходе октябрьского (1964 г.) Пленума ЦК КПСС данный вопрос был поднят заместителем председателя Совета Министров СССР М. А. Лесечко. Однако председательствующий на Пленуме Л. И. Брежнев быстро «свернул» обсуждение. Как следует из стенограммы Пленума, выглядело это так:
«ЛЕСЕЧКО. На первом Пленуме ЦК, когда избирали первого секретаря Центрального комитета партии (имеется в виду организационный Пленум после завершения XXII съезда КПСС), мы одновременно тогда проголосовали, избрали второго секретаря ЦК тов. Козлова, если вы помните…
БРЕЖНЕВ. Нет, тов. Лесечко, мы не избирали, а проголосовали. Это было, товарищи, так: на одном из Пленумов тов. Хрущев спросил, что у нас второй секретарь есть или нет по Уставу, и все поняли, что вроде утверждается второй. Это оговорка такая была. Вы что имели в виду? Сейчас мы не поднимаем такой вопрос».
- 1920-е — 1930 гг. — В. М. Молотов
- 1930—1935 гг. — Л. М. Каганович[12]
- май 1945 г. — май 1946 г. — Маленков Георгий Максимилианович[10]
- май 1946 г. — август 1948 г. — Жданов Андрей Александрович[10]
- 1948—1953 гг. — Маленков Георгий Максимилианович
- 1953—1957 гг. (?) — Суслов Михаил Андреевич
- 1957—1959 гг. — Кириченко Алексей Илларионович[13]
- 1960—1963 гг. — Козлов Фрол Романович[14]
- 1963—1964 г. — Брежнев Леонид Ильич
- 1964—1965 гг. — Подгорный Николай Викторович
- 1966—1982 гг. — Суслов Михаил Андреевич и Кириленко Андрей Павлович
- май — ноябрь 1982 г. Андропов Юрий Владимирович
- 1982—1984 гг. — Черненко Константин Устинович
- 1984—1985 гг. — Горбачёв Михаил Сергеевич
- 1985—1988 гг. — Лигачёв Егор Кузьмич
- 1988—1990 гг. — Медведев Вадим Андреевич
- 1990—1991 гг. — Ивашко Владимир Антонович — заместитель Генерального секретаря ЦК КПСС.